# یواس‌اس کورکوود (ای‌ان-۴۴)
یواس‌اس کورکوود (ای‌ان-۴۴) (به انگلیسی: USS Corkwood (AN-44)) یک کشتی بود که طول آن 194' 7" بود. این کشتی در سال ۱۹۴۴ ساخته شد.